# Indeks tjelesne mase
Indeks tjelesne mase (engleski body mass index, krat. BMI) je okvirni pokazatelj debljine i pretilosti. Računa se tako da se tjelesna masa osobe u kilogramima podijeli s kvadratom visine u metrima:
BMI = m / h² 
BMI prikazuje odnos težine i visine tijela, međutim ne uzima u obzir tjelesnu građu pojedinca, pa je njegova uporaba ograničena. BMI ne može ilustrirati postotak masnog tkiva u odnosu na mišićnu ili koštanu masu – što su osnovni kriteriji za procjenu je li određena osoba debela ili mršava. Pojedinci s velikom tjelesnom masom i visokim BMI indeksom ne mogu se automatski kategorizirati kao pretili; na primjer, kod bodybuildera i krupno građenih ljudi, udio mišićne i koštane mase u odnosu na visinu je velik, ali to ne znači da su debeli.
Stoga BMI ne može biti mjerilo za procjenu zdravlja odn. pretilosti, ali se koristi kao dobra statistička mjera uhranjenosti.
BMI indeks i ovakav način usporedbe težine razradio je belgijski znanstvenik Adolphe Quetelet za potrebe istraživanja «socijalne fizike» sredinom 19. stoljeća – zbog čega se BMI često naziva i Queteletov indeks.

## Statistička uporaba
Ovaj indeks je prvenstveno statističko oruđe, namijenjeno proučavanju društvenog zdravlja, koje omogućava istraživenje i usporedbu medicinskih podataka u kojima su zabilježeni visina i težina subjekta – kako bi se procjenio rizik po zdravlje u odnosu na uhranjenost stanovništva.
Treba naglasiti da se BMI koristi samo za procjenu debljine – iako postoje i puno sofisticiranije i točnije metode za određivanje indeksa pretilosti. No, BMI pruža prikladnu statističku veličinu za procjenu (ne)uhranjenosti stanovništva – iako nije ni najbolji niti najtočniji pokazatelj. Ali kako se visina i težina rutinski bilježe u svim kulturama i za vrijeme različitih medicinskih pregleda, BMI je postao popularno oruđe zdravstvenih statističara – koje omogućava jasnu matematičku korelaciju između težine (uhranjenosti) i učestalosti pojavljivanja određenih bolesti, na najširem mogućem uzorku populacije. 

## BMI u praksi
BMI se koristi za definiciju medicinskog standarda pretilosti u mnogim zemljama, još od sredine 80-tih godina, a ovaj način procjene se koristi i u statistikama Svjetske zdravstvene organizacije (WHO). 
Krajem 90-tih godina, BMI je postao popularan među širom publikom, kroz različite programe društvenog zdravlja, koje su uglavnom sponzorirale vlade zapadnih zemalja – kao poticaj širenju svijesti o zdravom načinu života, zdravoj prehrani i fitnesu. 
BMI kao statistička mjera je koristan, jer omogućava procjenu promjena u društvu kroz određeno vrijeme. Ovaj jednostavan i lako izračunljiv inidikator može koristiti za evaluaciju utjecaja privrede ili politike na prehranu stanovništva.

## Klinička uporaba
Usprkos ograničenjima BMI indeksa u kliničkoj praksi, BMI se koristi u mnogim javnim zdravstvenim kampanjama kao približno mjerilo idealne težine - jer ga je lako izračunati kod kuće, uz uporabu sveprisutnih mjerila: tjelesne vage i metra. 
Uporaba BMI indeksa za određivanje idealne težine može zbuniti. Za dijagnosticiranje pretilosti postoje puno bolje metode i točnije naprave, koje su dostupne zdravstvenim djelatnicima. Na primjer, "skinfold" test, kod kojeg se precizno mjeri debljina potkožnih naslaga sala će dati preciznije i medicinski korisnije rezultate. A za stvarno precizno određivanje pretilosti, neophodni su i "skinfold" test i mjerenje bioelektričkog otpora. 
U slučajevima gdje je pretilost (ili pothranjenost) očigledna, korisnost i uporaba BMI indeksa su ograničeni. Neka istraživanja pokazuju da muškarci s BMI indeksom koji ih označava kao "blago pretile" (25-27 za prosječnog muškarca) u stvarnosti žive dulje i zdravije od prosjeka. No pogreške u BMI procjenama, mogu imati i povijesne razloge, s obzirom na to da je klasifikacija prema BMI indeksu razvijena u doba kada su glad i pothranjenost bili puno češći nego pretilost.

## BMI klasifikacija
Uhranjenost čovjeka se može rangirati indeksom od 15 (blizu izgladnjelosti), pa sve do 40 i više (morbidna pretilost). Ova statistička krivulja se često opisuje prihvatljivijim kategorijama, radi lakšeg razumijevanja; na primjer: (teška) pothranjenost, idealna težina, pretjerana težina, blaga pretilost, teška pretilost. Točne vrijednosti i kategorizacija variraju, no uobičajeno se procjenjuje da BMI indeks manji od 18,5 označava mršavost i može ukazivati na neuhranjenost, poremećaj prehrane, ili druge zdravstvene probleme – dok BMI veći od 25 indicira pretjeranu težinu, a iznad 30 pretilost. Ovaj raspon kategorija odgovara odraslim osobama iznad 20-21 godine života. Za mlađe od 20 godina života primjenuje se drukčija kategorizacija, s obzirom na to da djeca imaju drukčije proporcije i drukčije odnose visine i težine nego odrasle osobe.
S obzirom de je BMI statistička procjena debljine, neka osoba može imati BMI preko 30, ali ne mora biti pretila. S druge strane, stariji ljudi s manjom mišićnom i koštanom masom mogu biti klinički pretili i s manjim BMI rezultatom.

### Preporučena BMI kategorizacija
Iako postoje gore objašnjena ograničenja uporabe BMI indeksa kao dijagnostičke metode, preporuke granica BMI kategorizacije su sljedeće:
| BMI     | Klasifikacija             |
| <20     | Pothranjenost             |
| 20 - 25 | Idealna težina            |
| 25 - 30 | Prekomjerna tjelesna masa |
| >30     | Pretilost                 |

Gore je navedena klasifikacija prema preporukama Svjetske zdravstvene organizacije (WHO), međutim ove preporuke i kategorizacija se mogu razlikovati od države do države – zavisno od tipske građe tijela. Na primjer, stanovnici Kine i Japana (Azijati niskog rasta) s BMI većim od 23,5 su već vidljivo preuhranjeni, a s BMI 27,5 očigledno pretili s obzirom na svoju tjelesnu građu i proporcije. 
Kao idealna težina, za stanovnike jugoistočne Azije, smatra se BMI indeks u rasponu 18.5 – 22.9 – međutim, u ovom rasponu BMI, europski bi se tip građe tijela mogao kategorizirati kao mršav ili pothranjen. Do prije par godina, preporuka Američkog instituta za javno zdravstvo je rangirala idealnu težinu do BMI indeksa 27,5.

## Zaključak
BMI je statističko oruđe koje ne uzima u obzir individualnu građu tijela - stoga je primjeren za statističku procjenu uhranjenosti stanovništva neke države, međutim neprecizan je za osobnu procjenu pretilosti. 